# جيمس أ. روز
جيمس أ. روز هو سياسي أمريكي، ولد في 13 أكتوبر 1850، وتوفي في 29 مايو 1912. نشط حزبياً في الحزب الجمهوري. وقد انتخب Illinois Secretary of State ‏.